# Jérôme Guihoata
Jérôme Guihoata (* 7. Oktober 1994 in Yaoundé) ist ein kamerunischer Fußballspieler.

## Vereinskarriere
Guihoata, der neben seiner angestammten Rolle als Innenverteidiger in der Defensive vielseitig einsetzbar ist, lebte im Jugendalter in der kamerunischen Hauptstadt Yaoundé und wurde bei der dort angesiedelten Académie Yaoundé ausgebildet. Der als technisch stark geltende Spieler lief anschließend für einen ebenfalls in der Stadt angesiedelten Amateurverein namens Musango Yaoundé auf, ehe der damals 18-Jährige im September 2013 vom französischen Zweitligisten FC Tours verpflichtet wurde. Bei diesem wurde er sofort in den Profikader aufgenommen, trat aber zunächst hauptsächlich in der zweiten Mannschaft in Erscheinung. Sein Zweitligadebüt gelang ihm am 29. November 2013, als er bei einem 2:1-Sieg gegen den ES Troyes AC über die vollen 90 Minuten aufgeboten wurde. In den nachfolgenden Partien konnte er seinen Platz in der ersten Elf zunächst behaupten, büßte ihn Anfang 2014 aber wieder ein und zum Saisonende hin spielte er keine Rolle mehr.
Sein Engagement in Tours blieb von kurzer Dauer, da er in der Sommerpause 2014 vom Zweitligarivalen FC Valenciennes abgeworben wurde; eine Ablösesumme wurde dabei nicht fällig. Bei den Nordfranzosen kam er fortan zu regelmäßigen Einsätzen, konnte sich allerdings nicht als Stammspieler durchsetzen. 2015 wurde sein Vertrag nicht verlängert, woraufhin er sich dem ebenfalls zweitklassigen Klub Olympique Nîmes anschloss. Nach anfänglichen Einsätzen verpasste er einen Großteil der Saison 2015/16.

## Nationalmannschaft
Im Frühjahr 2012 stand Guihoata im Kader der U-17-Nationalmannschaft seines Heimatlandes. Zu seinem ersten Einsatz für die kamerunische A-Nationalelf kam er mit 18 Jahren, als er am 10. August 2013 bei einer 0:1-Niederlage gegen Gabun in der 68. Minute eingewechselt wurde. Zum Zeitpunkt des Spiels, bei dem Kamerun die Qualifikation für die Afrikanische Nationenmeisterschaft 2014 verpasste, war er noch als Amateurspieler in seinem Heimatland aktiv. Dem folgte sein Wechsel ins Ausland und er wurde zeitweise nicht mehr berücksichtigt, ehe er ab September 2014 wieder regelmäßig den Nationaldress trug. Er gehörte dem kamerunischen Kader zur Afrikameisterschaft 2015 an und schied mit seinem Land dabei in der Gruppenphase aus.